# Arrenurus longicaudatus
Arrenurus longicaudatus är en kvalsterart som först beskrevs av Marshall 1908.  Arrenurus longicaudatus ingår i släktet Arrenurus och familjen Arrenuridae. Inga underarter finns listade i Catalogue of Life.